# Graminella medleri
Graminella medleri är en insektsart som beskrevs av Kramer 1965. Graminella medleri ingår i släktet Graminella och familjen dvärgstritar. Inga underarter finns listade i Catalogue of Life.